# Pelidnota parvasedmagnifica
Pelidnota parvasedmagnifica är en skalbaggsart som beskrevs av Soula och Moragues 2006. Pelidnota parvasedmagnifica ingår i släktet Pelidnota och familjen Rutelidae. Inga underarter finns listade i Catalogue of Life.